# Здание общежития ЛИСИ
Здание общежития ЛИСИ — здание в стиле советского модернизма. Расположено в Адмиралтейском районе Санкт-Петербурга, современный адрес дома — набережная реки Фонтанки, 123-125, Вознесенский проспект, 46, переулок Бойцова, 7.
До 1932 года квартал занимал Ново-Александровский рынок.
Дом построен в 1957—1964 годах, архитекторы — А. Оль (это последний его проект), С. Евдокимов, Н. Устинович. Оль и Евдокимов работали в ЛИСИ, для которого вследствие быстрого развития после Великой Отечественной войны строилось общежитие (существовавших зданий на Серпуховской 10, Егорова 5 и части здания архитектурного факультета не хватало): первый был руководителем кафедры архитектурного проектирования, второй — её доцентом. С 1960 года из-за недостаточности государственного финансирования строительством занимался студенческий отряд, что засчитывалось за учебную практику. Несмотря на долгое строительство, проект реализован в изначальном виде.
Главное пластическое средство безордерного фасада, по подобию соседнего постконструктивистского Дома лёгкой промышленности — уступчато заглублённые прямоугольные обрамления. В углах сделаны световые карманы для освещения коридоров между комнатами. На нижнем этаже сделаны отдельные стеклянные кубические витрины с выступающими вперёд пилонами (прямоугольными по краям здания и постепенно скругляющимися до столбов в нише перед центральным входом). Над карнизом по центру расположены два аттиковых этажа, сделанные уже остальных и обрамлённые по краям вертикальными витражами.